# Magali Harvey
Pour les articles homonymes, voir Harvey.

a Compétitions nationales et continentales officielles uniquement.

b Matchs officiels uniquement.
Dernière mise à jour le 6 juin 2024.
Magali Harvey, née le 16 août 1990 à Québec (Canada), est une joueuse internationale canadienne de rugby à XV et  à sept évoluant aux postes d'arrière ou d'ailière.
Réputée pour ses cadrages-débordements imprévisibles, sa vélocité et ses transformations de l'extérieur du pied, elle accomplit une carrière internationale en équipe du Canada de 2010 à 2024, qui culmine avec les titres de vice-championne du monde à sept en 2013 et à XV en 2014. Elle reçoit le trophée de Meilleure joueuse du monde pour l'année 2014 et est l'autrice du « meilleur essai de la décennie 2010 ».
Après avoir évolué en club au Canada, en Nouvelle-Zélande, au Japon et en Espagne, elle rejoint en 2023 le Stade bordelais et remporte avec les Lionnes le championnat de France Élite 1. Elle met fin à sa carrière sportive sur ce nouveau trophée.

## Biographie
Magali naît le 16 août 1990 à Québec. Sa mère est née à Sainte-Lucie et son père a été député de la province de Québec ; elle a cinq sœurs et frères.
C'est à l'école qu'elle commence le rugby à XV, puis à l'Université Saint-Francis-Xavier en Nouvelle-Écosse, où elle s'illustre en septembre 2012 : alors étudiante de troisième année en arts, elle établit deux records en marquant trente-neuf points et en réussissant douze transformations lors d'un match remporté par le score de 101 à 0.
Elle interrompt alors ses études pour se consacrer au rugby, au centre national de Victoria. Elle honore sa première sélection en équipe du Canada de rugby à sept en 2010 à Las Vegas. Trois ans plus tard en 2013, elle et son équipe se hissent en finale de la Coupe du monde de rugby à sept, qu'elles perdent contre la Nouvelle-Zélande. 
L'année suivante, elle est retenue pour la Coupe du monde de rugby à XV après une tournée dans l'hémisphère Sud. Ses débuts sont impressionnants dans la première rencontre (trois essais et quatre transformations), si bien qu'elle dispute tous les matchs de poule comme titulaire au poste d'ailière, contribuant à qualifier son équipe pour les phases finales. Lors de la demi-finale remportée face aux Françaises, Magali Harvey marque un essai remarquable après une course de 87 mètres,. En finale pour la première fois de son histoire, le Canada s'incline 21-9 contre l'Angleterre. Elle même est deuxième de la compétition en nombre de points marqués. Sur la base de ces performances, l'IRB la désigne Meilleure joueuse du monde de l'année 2014,,,. Son essai, devenu célèbre, est élu « essai de la décennie 2010 » en 2020.
Au cours des années qui suivent, Magali Harvey privilégie le rugby à sept. Avec l'équipe du Canada elle remporte notamment la médaille d'or aux Jeux panaméricains de 2015 et termine sur le podium des World Rugby Women's Sevens Series lors des saisons 2012-2013 à 2015-2016. En 2016, elle se fracture la cheville ; bien que rétablie, elle n'est pas sélectionnée pour les Jeux olympiques de Rio à la surprise générale : le climat toxique d'intimidation mis en place par l'entraîneur d'alors et dénoncé par un collectif de 37 joueuses — dont Magali Harvey — est perçu comme une cause probable de cette exclusion. 
Déçue et privée de sponsors, elle part vivre plusieurs mois en Nouvelle-Zélande à Hamilton. Elle y joue pour la province de Waikato et obtient une certification d'entraîneuse qui, une fois rentrée au Québec en 2017, lui permet de devenir la coach principale de l'équipe féminine de l'Université McGill tandis qu'elle reprend ses études.
Elle réintègre l'équipe nationale à XV pour la Coupe du monde 2017,.
En club, elle passe quelques mois au Japon au sein des Tokyo Phoenix, puis retourne brièvement en Nouvelle-Zélande en 2020, quand le Canada se confine pour lutter contre la pandémie de Covid-19 ; elle y joue avec les Auckland Storm.
Début 2023, elle s'installe trois mois en Espagne près de Madrid pour jouer avec l'Olimpico Pozuelo (es). Elle rejoint enfin pendant l'été le club du Stade bordelais où elle évolue en championnat de France Élite 1 pour la saison 2023-2024. Elle fait alors toujours partie de la liste réserve de l'équipe du Canada pour le WXV mais ne fait pas le voyage en Nouvelle-Zélande à l'automne 2023, ni au printemps 2024 pour les Pacific Four Series.
Le 8 juin 2024 à Bourgoin-Jallieu, elle remporte avec les Lionnes du Stade bordelais le titre de championnes de France. Elle met fin à sa carrière sportive sur cette victoire et rentre au Québec.

## Études et activités extra-sportives
Après une scolarité à Québec, dans la high school St. Patrick puis au CEGEP Champlain St. Lawrence, Magali Harvey étudie le marketing à l'université Saint-Francis-Xavier d'Antigonish.
Tout en menant sa carrière sportive, elle obtient un bachelor en communication et en 2023 un Master of Business Administration de la Smith school of business de l’Université Queen's. 
Après sa retraite sportive, elle suit une formation de productrice au centre de formation professionnel en audiovisuel INIS à Montréal. Elle envisage de continuer à s'impliquer dans les sports, désormais en tant que commentatrice et conférencière bilingue et projette la production d'une série de fiction dans le milieu du rugby féminin.  

## Style de jeu
Magali Harvey est une joueuse aux cadrages-débordements imprévisibles et efficaces. Elle est également l'autrice de transformations atypiques frappées de l'extérieur du pied.

## Palmarès

### À XV
- Finaliste de la Coupe du monde en 2014.
- Championne de France Élite 1 2023-2024

### À sept
- Finaliste de la Coupe du monde en 2013.
- World Rugby Women's Sevens Series :
  -  Troisième en 2012-2013, 2013-2014 et 2015-2016.
  -  Deuxième en 2014-2015.
  -  Médaille d'or aux Jeux panaméricains de 2015[22].

### Distinctions personnelles
- Élue Meilleure joueuse du monde en 2014[33],[34].
- Membre de l'équipe-type de la Coupe du monde en 2014[35].
- Meilleur essai de la décennie en 2020, pour son essai marqué en 2014[36].
- Nommée pour le titre de Meilleure joueuse mondiale de rugby à XV de la décennie en 2020[36].